# Heiankyo Alien
Heiankyo Alien (平安京エイリアン Bình An kinh Alien, Người ngoài hành tinh kinh thành Heian), còn gọi là Digger ở Bắc Mỹ, là tựa game mê cung lấy bối cảnh nước Nhật thời Heian do Nhóm Khoa học Lý thuyết (TSG) của Đại học Tokyo tạo ra vào năm 1979.
Game giao cho người chơi điều khiển một viên chức lo việc cảnh bị thời Heian gọi là kebiishi (検非違使 Kiểm phi vi sứ) phụ trách hoạt động bảo vệ thủ đô Heian-kyō (平安京 Bình An kinh) đề phòng người ngoài hành tinh xâm lược bằng cách đào những cái lỗ trống trên mặt đất và lấp chúng lại sau khi dụ được người ngoài hành tinh rơi vào bên trong cái bẫy này. Cứ mỗi lần người ngoài hành tinh bị mắc bẫy thì người chơi ghi điểm và cái lỗ được lấp đầy sau khi người ngoài hành tinh rơi vào càng nhanh thì số điểm ghi được của người chơi ngày càng tăng cao qua chín màn chơi trong game. 
Game ban đầu được phát triển và phát hành dưới dạng trò chơi máy tính cá nhân vào năm 1979, và sau đó do hãng Denki Onkyō Corporation (電気音響株式会社 Denki Onkyō Kabushiki Gaisha) phát hành dưới dạng trò chơi arcade vào tháng 11 năm 1979. Năm 1980, hãng Sega-Gremlin cho phát hành tựa game arcade này tại Bắc Mỹ với tên gọi Digger, cùng những thay đổi nhỏ về diện mạo.
Heiankyo Alien đạt thành công về mặt thương mại ở Nhật Bản, luôn nằm trong top mười tựa game arcade có doanh thu cao nhất năm 1979 và 1980. Game dần được chuyển đổi sang một số hệ máy chơi game khác kể từ lần phát hành ban đầu. Đây là một ví dụ sơ khai của dòng game rượt đuổi trong mê cung, có trước Pac-Man của Namco (1980). Heiankyo Alien cũng mở đầu một thể loại game về đào hố và dụ đối phương vào bẫy, có nhiều tên gọi khác nhau là "trap 'em up" hoặc "digging", bao gồm các tựa game như Space Panic (1980), Lode Runner (1983), Doraemon Meikyū Daisakusen (1989) và Boomer's Adventure in ASMIK World (1989).